# Характеризація (літературознавство)
Характеризація — процес створення персонажів, зовнішні та внутрішні характеристики яких зазвичай відрізняються від характеристик автора. Завдяки цьому письменник може розповідати, наприклад, з точки зору дитини, людини протилежної статі, представника іншої раси чи культури або будь-якого персонажа, який відрізняється від творця за зовнішнім виглядом та особистістю.
Завдяки вдало зробленій характеристиці літературні персонажі видаються повноцінними та складними (незважаючи на те, що риси та погляди автора можуть бути абсолютно різними), що призводить до зростання реалістичності твору.
У фанфік-літературі повна характеристика зазвичай не потрібна, оскільки автор описує персонажів, відомих читачеві. Виняток становлять випадки, коли дія відбувається в альтернативній реальності, де особистість навіть відомого персонажа може змінюватися.